# Vihuela

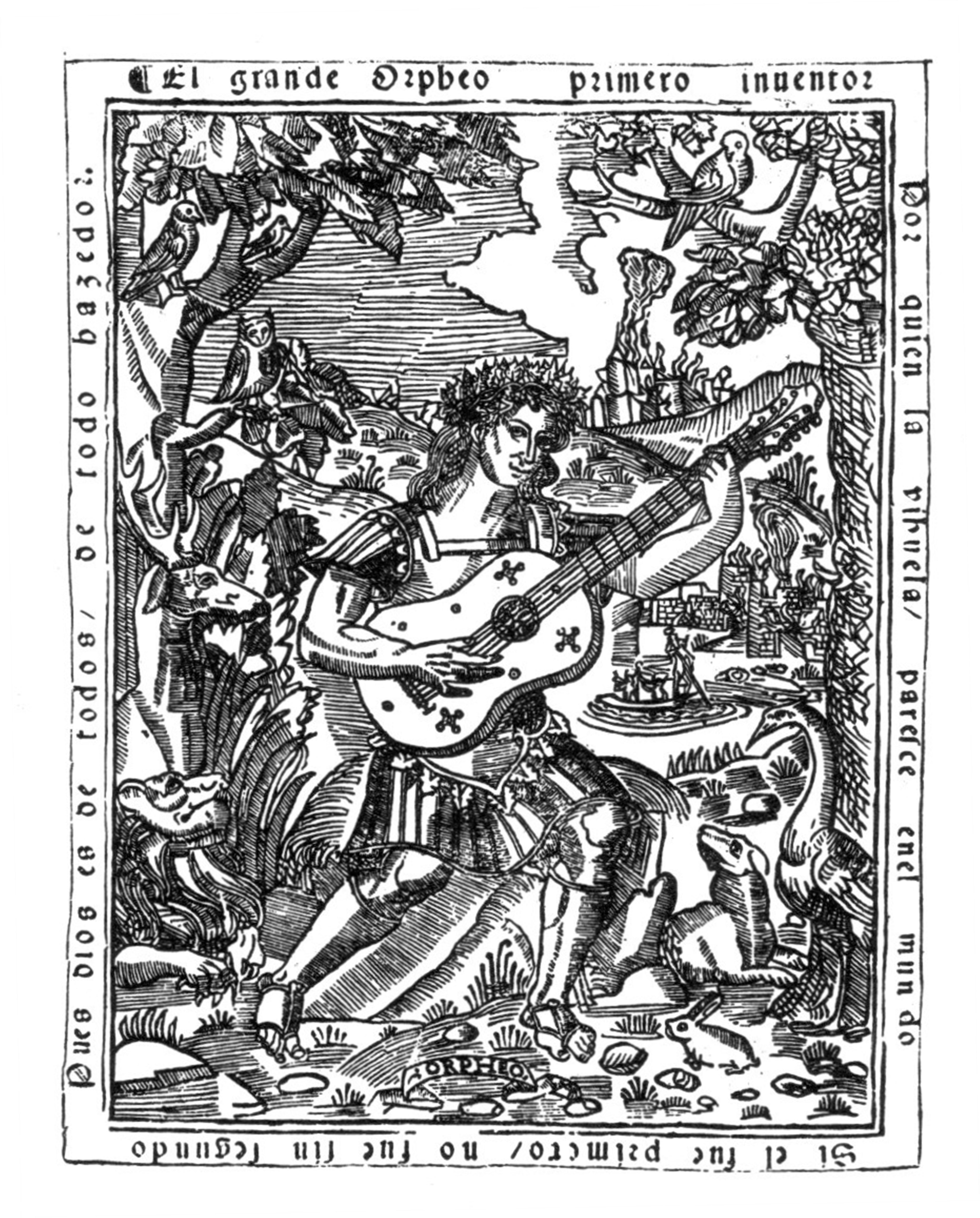
Orphée jouant de la vihuela, d'après El Maestro de Luis de Milán. Les vihuelas sont en réalité plus petites.

La vihuela est un instrument ancien d'origine aragonaise, cousin du luth renaissance dont il reprend l'accord en quarte, et non un ancêtre de la guitare qui coexistait à la même époque. La vihuela s'étend par la suite à la Castille, au Portugal, où elle est appelée viola de mão, dans le sud de l'Italie du fait des échanges économiques entre l'Espagne et l'Italie, ainsi qu'en Amérique latine par suite de l'arrivée des Espagnols sur ce continent.

## Vihuela de mano

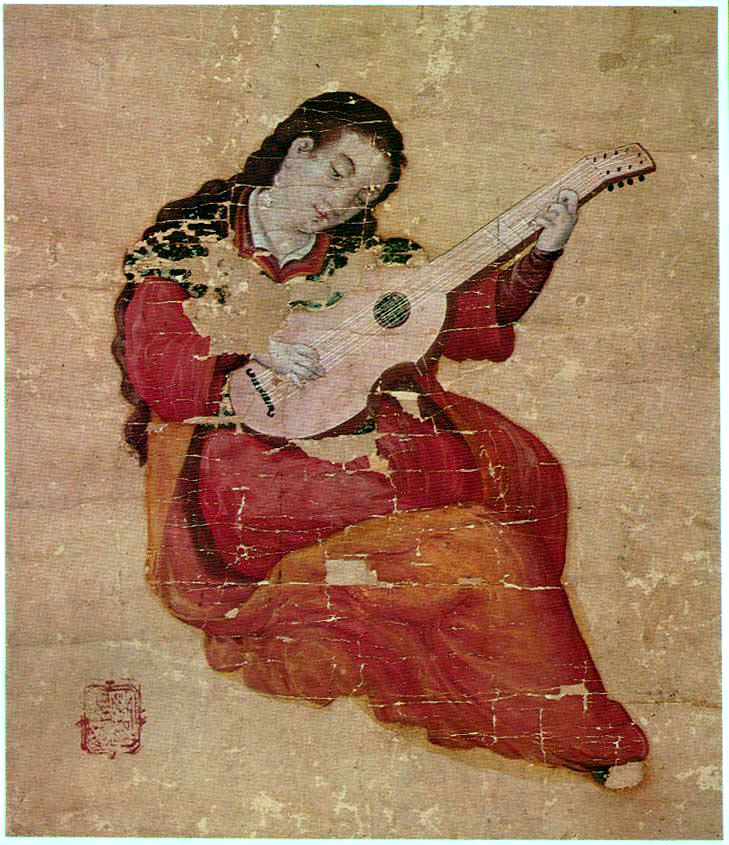
Peinture de la fin du XVe siècle par Hasegawa Nobukata représentant une femme jouant d'une viola de mano à l'italienne.

La vihuela de mano (jouée à la main) est un instrument à cordes pincées popularisé en Espagne au XVIe siècle. Parmi les premières publications pour cet instrument, on peut citer les Tres libros de musica en cifras para vihuela d'Alonso Mudarra (Séville, 1546), publiés en tablature.

## Vihuela d'arco
La vihuela d'arco (jouée à l'archet) se rapproche quant à elle des violes.

## Vihuela mexicaine

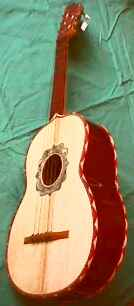
Vihuela mexicaine

Encore en activité aujourd'hui, cette variété de vihuela ressemble davantage encore à une guitare.

### Lutherie contemporaine
Elle a la taille d'une petite guitare (3/4), mais avec un dos bombé comme une carapace. Sur les côtés, tout du long, de grosses bandes de marqueterie sont apposées. Le manche se fond dans la caisse de résonance, et comporte jusqu'à six frettes en nylon. Elle est montée de cinq cordes en nylon accordées : La - Ré - Sol - Si - Mi.

### Jeu
Elle est actuellement employée en accompagnement dans les orchestres jouant la musique mariachi.

## Compositeurs
Compositeurs ayant écrit pour la vihuela :
- Juan Bermudo ;
- Esteban Daza ;
- Miguel de Fuenllana ;
- Luis de Milán ;
- Alonso Mudarra ;
- Luys de Narváez ;
- Diego Pisador ;
- Enríquez de Valderrábano.

## Instruments
Il ne subsiste plus que trois vihuelas d'époque :
- la vihuela « Guadalupe » du Musée Jacquemart-André ;
- la vihuela de mano « Chambure » du Musée de la musique de Paris[2] ;
- une relique de Sainte Mariana de Jésus (1618–1645), conservée à l'église de la Compagnie de Jésus de Quito.